# Фразеологія перекладів Миколи Лукаша
«Фразеоло́гія пере́кладів Мико́ли Лу́каша» — словник-довідник.
Побачив світ 2003 року в Києві у видавництві «Довіра».
Упорядники — Олександр Скопненко, Тетяна Цимбалюк.

## Характеристика словника
Словник-довідник — перша в історії української лексикографії спроба якнайповніше описати індивідуально-авторські вживання фразеологічних одиниць, приказок, примовок, прислів'їв тощо в мові перекладів видатного українського перекладача, літературознавця, лексикографа другої половини 20 століття Миколи Лукаша.
До словникового реєстру ввійшло понад 6 тисяч фразеологізмів, паремій, усталених порівнянь тощо.
Словник охоплює українську ідіоматику, пареміологію, перифрази, тавтологічні словосполучення, усталені порівняння, традиційні формули припрошення, побажання, клятв, божби, прокльонів, каламбурні словосполучення, вирази розмовних кліше тощо, уживані в мові Лукашевих перекладів.